# Clandestiny
Clandestiny est un jeu vidéo de type Walking simulator développé par Trilobyte et édité par Electronic Arts, sorti en 1996 sur Windows et Mac.

## Accueil
- Adventure Gamers : 2,5/5[1]